# Saar (Schiff, 1934)
Die Saar war ein Flottentender bzw. das erste U-Boot-Begleitschiff der Reichsmarine bzw. Kriegsmarine.  

## Bau und Technische Daten
Das Schiff wurde am 19. September 1933 bei der Friedrich Krupp Germaniawerft in Kiel auf Stapel gelegt und lief am 5. April 1934 vom Stapel. Es wurde am 1. Oktober 1934 in Dienst gestellt und beendete seine Probefahrten am 26. November 1934.
Es war 100,5 m lang (Wasserlinie 99,8 m), 13,55 m breit und hatte einen Tiefgang von 4,63 m.  Die Wasserverdrängung betrug 2.710 Tonnen (standard) bzw. 3.250 t (voll ausgerüstet). Zwei Krupp 8-Zylinder-Dieselmotoren gaben der Saar eine Höchstgeschwindigkeit von 18,3 kn. Die Besatzung bestand aus 232 Mann. Das Schiff war ursprünglich mit drei 10,5-cm-Kanonen C/24 und zwei 2-cm-Flugabwehrgeschützen bewaffnet. 1944 wurden die drei 10,5-cm-Geschütze durch neuere Modelle C/32 ersetzt und die Flugabwehrbewaffnung auf zwei 3,7-cm in Einzellafetten und zwölf 2-cm-Flak C/38 in drei Vierlingslafetten verstärkt.

## Kriegsmarine
Nach Absolvierung der Probefahrten und kurzzeitiger Verwendung als Zielschiff bei der 2. U-Flottille „Saltzwedel“ wurde die Saar am 15. Juli 1935 der U-Bootschule in Kiel-Wik zugeteilt, wo seit Oktober 1933 die ersten U-Boot-Offiziere ausgebildet wurden und wo sie als Führerschiff beim U-Boot-Schulverband diente. Bereits im November 1935 kam sie als U-Boot-Begleitschiff zur von Fregattenkapitän Karl Dönitz befehligten U-Flottille „Weddigen“ (1. U-Flottille) in Kiel. Am 6. Oktober 1937 wurde sie wieder der U-Flottille Saltzwedel (2. U-Flottille) in Wilhelmshaven zugeteilt. Ab Juli 1940 war das Schiff den 25., 26. und 27. U-Flottillen in Gotenhafen als Begleitschiff zugewiesen. Gegen Ende des Krieges wurde sie als Wohnschiff des FdU Ost genutzt.

## Französische Marine
Bei Kriegsende wurde das Schiff 1945 in Bremen Kriegsbeute der USA, die es 1947 an Frankreich als deutsche Reparationszahlung weitergaben. Das Schiff wurde von einer deutschen Rumpfbesatzung nach Cherbourg gebracht, wo es überholt und am 17. Januar 1948 unter dem Namen Gustave Zédé (Kennung: A 641) in der französischen Marine in Dienst gestellt wurde. Die Flugabwehr-Artillerie bestand nunmehr aus zwei 40-mm-Bofors-Geschützen und drei 20-mm-Vierlingen. Nach den ersten Probefahrten wurde sie weiter modifiziert, bis zum 4. Februar in Cherbourg, dann bis zum 10. April in Brest und danach bis zum 8. Mai 1948 in Lorient. Das Schiff legte am 13. Mai 1949 erstmals in seinem neuen Heimathafen Toulon an, wo es zur "Groupe d'Action Sous-Marine (GASM)", dem U-Boot-Kommando, gehörte.
Bis zum 15. Dezember 1970 war das Schiff, liebevoll „Tatave“ genannt, im Mittelmeergeschwader als U-Boot-Tender tätig. Es nahm, immer als Begleiter von U-Booten, an einer Anzahl von großen Manövern und Ausbildungsfahrten teil, war 1956 bei der Sueskrise dabei, brachte 1960 Hilfsgüter nach dem schweren Erdbeben nach Agadir, und nahm 1961 an der französischen Evakuierung von Bizerta teil. Umbauten erfolgten 1951 in Marseille (Mast, Bewaffnung, Elektronik), 1955 in Toulon (Bewaffnung, Elektronik) und 1958/59 in Sidi Abdallah/Menzel Bourguiba (Brücke, Elektronik).

## Ende
Am 15. Februar 1971 wurde die Gustave Zédé in die Flottenreserve überstellt, und am 29. Juni 1971 wurde der Rumpf mit der Kennung Q 481 versehen. Von 1972 bis Februar 1976 wurde sie als Zielschiff für Exocet-Seezielflugkörper MM38 der Marineflieger benutzt.
Am 26. Februar 1976 wurde das Schiff schließlich durch einen Torpedo des U-Boots Doris auf der Position 42° 30′ N, 5° 24′ O versenkt. Das Wrack liegt heute in 2149 m Tiefe.